# 임방현
임방현(林芳鉉, 1930년 12월 3일~2022년 4월 14일)은 대한민국의 정치인이다. 제11·12대 국회의원을 지냈다. 본관은 조양이다.

## 학력
- 전주초등학교 졸업
- 전주북중학교 졸업
- 전주고등학교 졸업
- 서울대학교 문리과 대학 철학과 졸업

## 경력
- 미국 하버드 대학교 니만연구원
- 합동통신 기자
- 조선일보 기자
- 민국일보 편집국장 대리
- 한국일보 논설위원
- 대통령 사회담당 특별보좌관
- 대통령공보수석비서관(청와대 대변인)
- 민정당 중앙위원회 의장
- 민정당 총재 상임고문
- 민자당 당무위원
- 대한민국 헌정회 정책위원회 의장
- 대한민국 헌정회 부회장

## 역대 선거 결과
|  | 34.05% |

|  | 30.20% |

|  | 18.67% |